# Camillo Astalli-Pamphili
Camillo Astalli (né le 21 octobre 1616 à Rome, alors la capitale des États pontificaux, et mort le 21 décembre 1663 à Catane) est un cardinal italien du XVIIe siècle. Il est adopté par la famille Pamphilj et il est neveu, cardinal nipote du pape Innocent X. Il est l'oncle du cardinal Fulvio Astalli (1686).

## Biographie
Camillo Astalli est clerc de la chambre apostolique et président delle Carceri.
Le pape Innocent X le crée cardinal lors du consistoire du 19 septembre 1650. Il prend alors le nom de Astalli-Pamphili. Il est gouverneur de Ferno et légat à Avignon de 1650 à 1654. En 1654 il tombe en disgrâce pour avoir révélé des secrets d'État à l'Espagne. Le pape lui retire le nom de Pamphili. Le cardinal Astalli-Pamphili participe au conclave de 1655 qui élit Alexandre VII.
Le cardinal Astalli est élu archevêque de Catane en 1661 et est camerlingue du Sacré Collège en 1661-1662.